# Taveuni

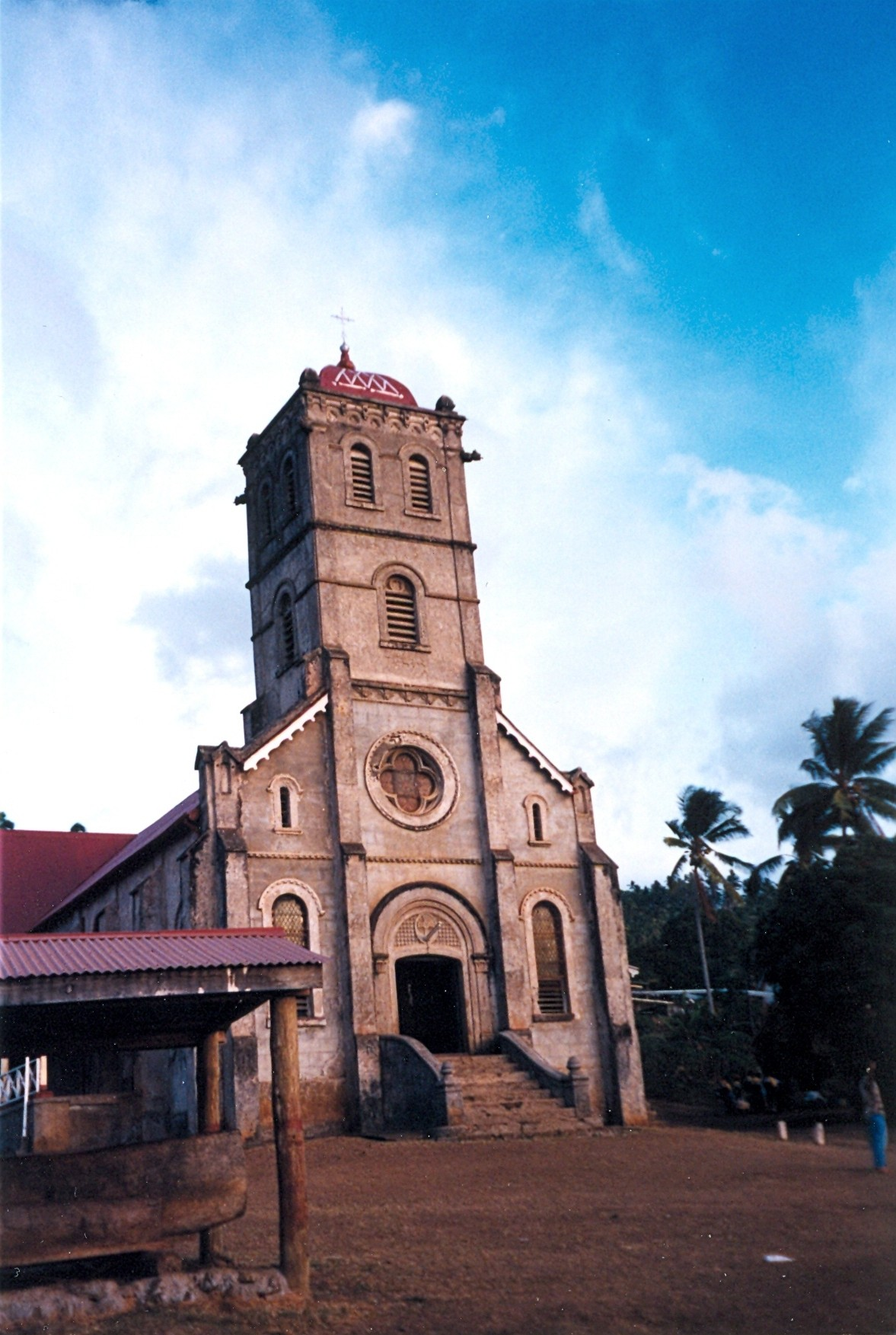
Wairiki Mission

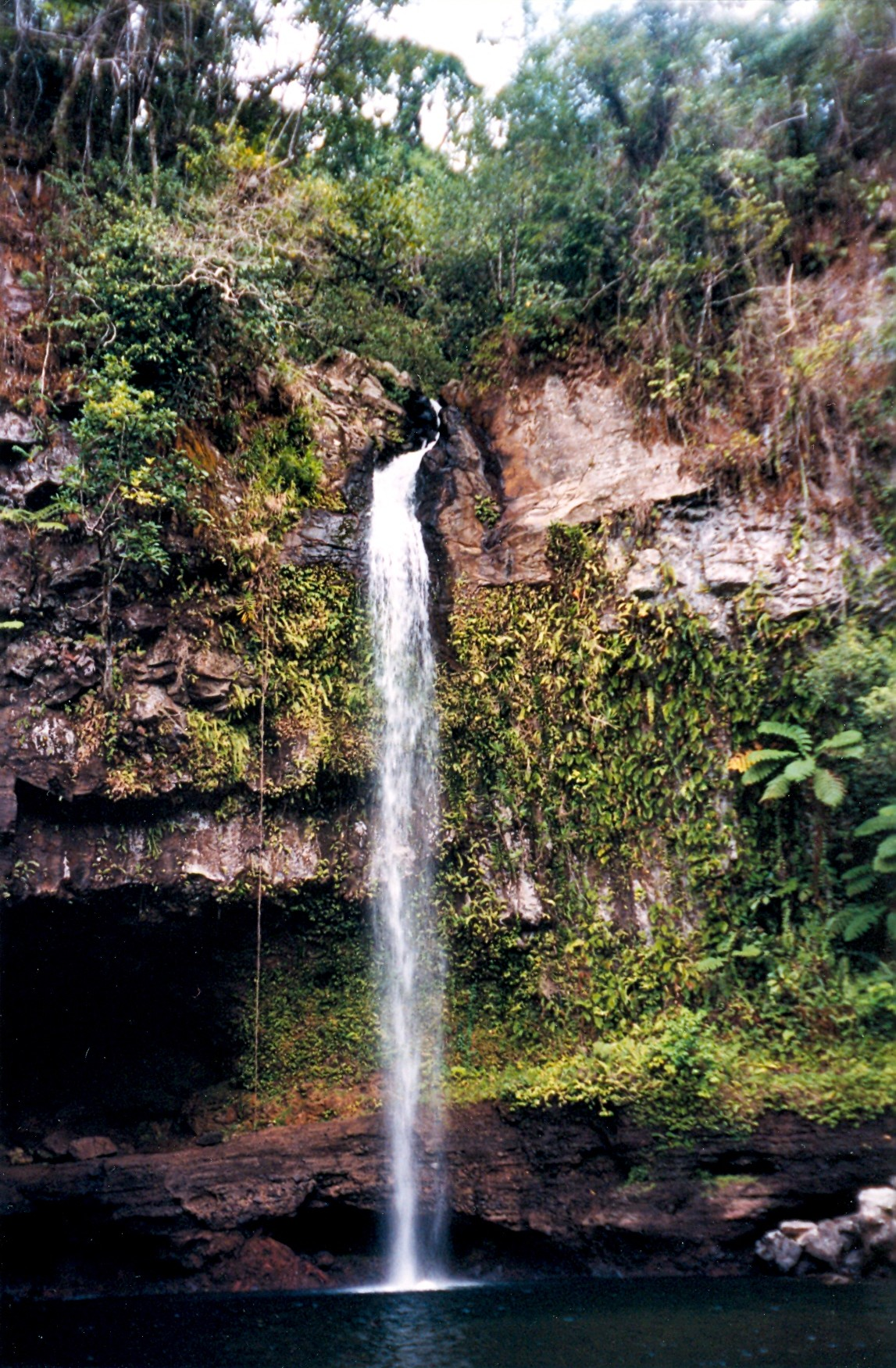
Cachoeira de Bouma

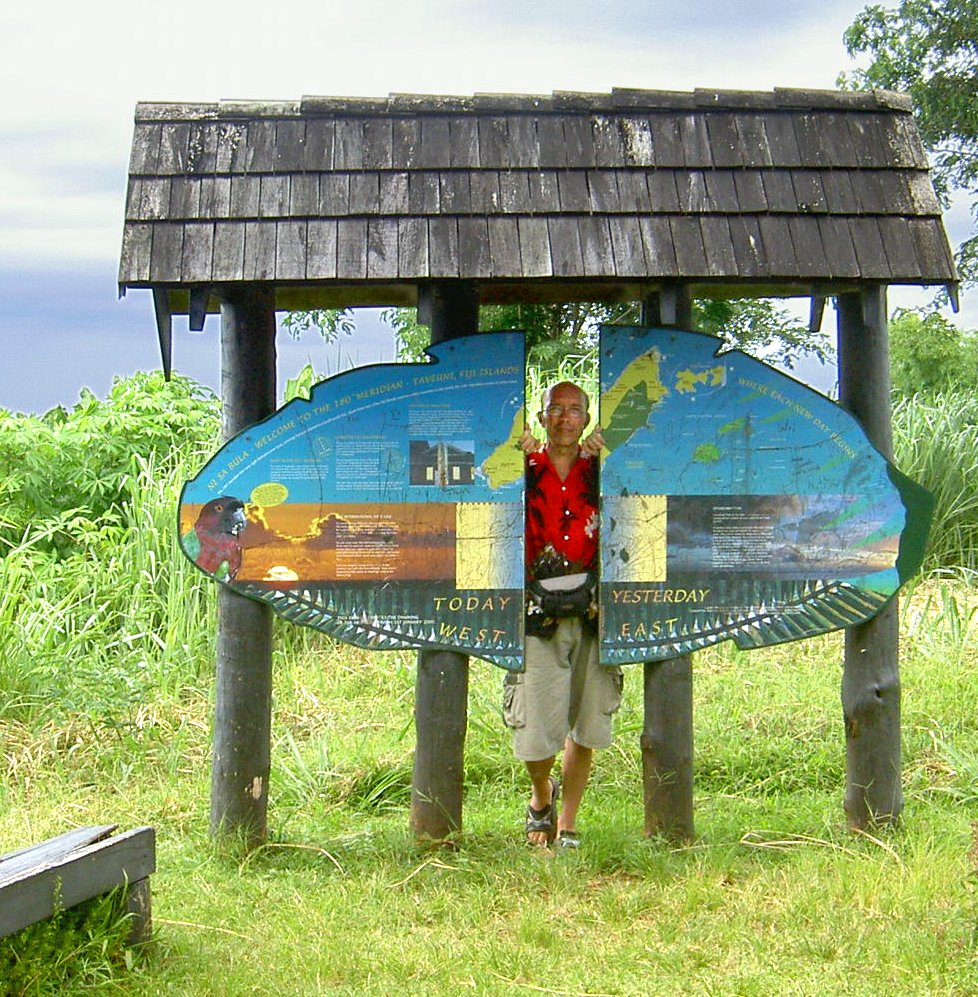
O meridiano 180 atravessa Taveuni.

Taveuni é a terceira maior ilha da República das Ilhas Fiji, após Vanua Levu e Viti Levu, possui uma área de 435 km². De acordo com o censo realizado de 1996, a ilha possuía 9.000 habitantes, sendo 75% de fijianos indígenas. Taveuni está situada 6,5 km a leste de Vanua Levu, do outro lado do Estreito de Somosomo. Taveuni é uma das três ilhas das Fiji atravessadas pelo meridiano 180.
Taveuni faz parte da província de Cakaudrove, pertencente a Divisão do Norte.
A ilha possui flora abundante e às vezes é conhecida como a Ilha Jardim (Garden Isle).

## Geografia
Taveuni tem 42 km de comprimento e cerca de 10,5 km de largura. É atravessada pelo meridiano 180.
Em função dos ventos alísios, a parte leste da ilha possui precipitação anual de aproximadamente 10.000 mm, por outro lado, a parte oeste é protegida por uma cadeia vulcânica que atravessa toda a extensão da ilha, nesta cadeia se encontra o Uluigalau, segundo maior pico das Fiji com 1241 metros de altitude e o Des Vœux Peak, com 1195 metros.
O Lago Tagimaucia é uma das atrações turísticas mais famosas da ilha, ocupando uma cratera vulcânica a 800 metros de altitude. É habitat da "tagimacuia", uma flor rara. A mais famosa cachoeira das Fiji, a cachoeira de Bouma, também está localizada na ilha.

## Localidades
A população está concentrada no lado oeste da ilha (protegida dos alísios).  As maiores áreas urbanas são: as vilas gêmeas de Somosomo e Naqara, e Waiyevo.

## História
Em 1643, Abel Tasman tornou-se o primeiro europeu a avistar a ilha. 

## Economia
Copra (poupa do coco de onde o óleo é extraído) tem sido tradicionalmente a mais importante colheita de Taveuni e a base da economia local. Atualmente, os agricultores têm optado por cultivar Taro, Kava e outras culturas como baunilha, frutas tropicais e café.  Durante a Guerra Civil Americana (1861-1865), algodão foi cultivado na ilha e exportado para a Europa. A cana-de-açúcar também foi plantada por um breve período. Animais como carneiro, gado e  aves também são criados.
Atualmente, o turismo tem contribuído para a economia local com cerca de uma dúzia de pequenos resorts, proporcionando acomodações para os visitantes e empregos e oportunidades de negócios para a população local.